# Tucumanao
Tucumanao es una localidad argentina de la provincia de Catamarca, dentro del Departamento Pomán.

## Toponimia
La muy probable etimología proviene de la palabra en cacán —la lengua de los diaguitas— Tucma-nao, que significaría 'pueblo' o 'territorio de Tucma' —siendo Tucma el nombre de un antiguo jefe diaguita— aunque no está claro qué significado tiene el nombre propio (Tucma probablemente se traduce como: Brillante), ya que se ha perdido la mayor parte del vocabulario cacán.

## Ubicación
La localidad se ubica en el centro geográfico del Departamento Pomán en la zona denominada Bolsón de Pipanaco en inmediaciones del Salar de Pipanaco.
Es muy difícil acceder al paraje, ya que no existen caminos consolidados hasta allí. La mejor forma es partir desde un camino rural que parte desde la Ruta Provincial 46 a la altura de Saujil, este camino es de 36 km; también existe otro acceso desde Siján.
Todos los años se realiza la Fiesta Provincial de la Batea.

## Población
Durante los censos nacionales de 2001 y 2010 del INDEC fue censada como población rural dispersa.